# Olivier Favereau
Pour les articles homonymes, voir Favereau.
Olivier Favereau, né le 28 mai 1945 à Paris 15e, est un économiste français.

## Biographie

### Jeunesse et études
Diplômé de l'Institut d'études politiques de Paris en 1967, il est également titulaire d'un DES de sciences économiques de la faculté de droit et de sciences économiques de Paris (1968).
Il obtient son doctorat de 3e cycle en finances publiques à l'université Paris-Nanterre en juin 1982 et son doctorat d’État de sciences économiques à l'université Paris 1 Panthéon-Sorbonne en novembre 1982. En 1983, il est reçu à l'agrégation de sciences économiques et sociales.

### Parcours dans l'administration
Il commence sa vie professionnelle comme administrateur du Sénat (commission des affaires sociales), avant de décider de se consacrer à l'enseignement.

### Carrière universitaire
Il devient collaborateur technique au Centre de recherches économiques et sociales (CRES) de l'université Paris-Nanterre. Il écrit une thèse qui lui permet d'obtenir un doctorat de 3e cycle en finances publiques juin 1982 puis un doctorat d’État à Paris 1 plus tard dans l'année.
Nommé professeur de sciences économiques après son obtention de l'agrégation, il enseigne à l'université du Mans. Il y devient vice-doyen de la faculté de droit et des sciences économiques. Il obtient ensuite sa mutation à l'université Paris-Nanterre, où il s'implique dans la vie de l'université.

### Responsabilités administratives
De 1990 à 1999, il est coresponsable (avec Jean-Daniel Reynaud, CNAM et E. Reynaud, CNRS) d'un séminaire mensuel de discussion interdisciplinaire "Le travail : marché et organisation".
Depuis 1991, il est directeur de la formation doctorale « Économie des institutions », cohabilitée entre Paris-Nanterre, l'École des hautes études en sciences sociales et l'École polytechnique. Il y dirige un corps de 16 professeurs.
De 1994 à 2005, il est directeur de l'Unité mixte de recherche Paris Nanterre-CNRS 7028 FORUM (Fondements des Organisations et des Régulations de l'Univers Marchand) : 100 chercheurs CNRS ou universitaires dont 50 % doctorants financés, répartis dans 4 départements.
Depuis 2000, il est directeur de l’école doctorale « Économie, organisations, société » (Université Paris-Nanterre et École nationale supérieure des mines de Paris, avec le partenariat de l’École polytechnique, de l’ESSEC et de l’ESCP-EAP).

## Œuvre
- « Typologie des déséquilibres et modèles de croissance » in Pierre-Yves Hénin, éd., Études sur l'économie en déséquilibre, Economica, Paris, 1980, p. 57‑121.
- « La stabilité du lien emploi‑croissance et la loi d'Okun », in Consommation, 1981, no 1, p. 85‑117 (avec Michel Mouillart).
- « Le chômage est‑il volontaire ? », in C. Meidinger (éd)., La nouvelle économie libérale, Presses de la Fondation nationale des sciences politiques, Paris, 1983, p. 45‑78.
- « L'incertain dans la révolution keynésienne : l'hypothèse Wittgenstein in Économies et Sociétés, série PE : Oeconomia, no 3, mars 1985, p. 29‑72.
- « Keynes, Simon ou La difficulté de critiquer la tradition (néo)classique », in A. Demailly et J‑L. Le Moigne (éd.), Sciences de l'intelligence, sciences de l'artificiel, Presses universitaires de Lyon, Lyon, 1986, p. 524‑530.
- « La formalisation du rôle des conventions dans l'allocation des ressources », in R. Salais, et L. Thévenot (éd.), Le travail : marché, règles et conventions, Economica, Paris, 1986, p. 249‑267.
- « Les modèles français et allemand de Marché interne du travail : essai de formalisation », (avec Jacques Py et Michel Sollogoub), in Économie appliquée, 1986, no 4, p. 819‑846
- « Du bon usage de la logique en méthodologie économique » (à propos de : Christian Schmidt, La sémantique économique en question, Calmann‑Levy, 1985) in Les cahiers de l'ACGEPE (Association Charles Gide pour l'étude de la pensée économique), volume 1, 1987, p. 73‑92.
- « Probability and Uncertainty: After all, KEYNES was right », in Économies et sociétés, série PE : Oeconomia, no 10, octobre 1988, p. 43‑77.
- « La « Théorie générale » : de l'économie conventionnelle à l'économie des conventions », in Cahiers d'économie politique, no 14‑15, 1988, p. 187‑220 et 227‑228 (réponse au commentaire d'Arnaud Berthoud).
- « Marchés internes, marchés externes », in Revue économique, numéro spécial sur « L'économie des conventions », mars 1989, p. 141-145 et 273‑328.
- « Vers un calcul économique organisationnel ? », in Revue d'économie politique, numéro spécial sur « 20 ans de calcul économique public en France », mars‑avril 1989, p. 322‑354.
- « Organisation et marché », in Revue française d'économie, volume IV, no 1, hiver 1989, p. 65‑96.
- « Valeur d'option et flexibilité: de la rationalité substantielle à la rationalité procédurale », in P. Cohendet et P. Llerana (éd.), Flexibilité, information et décision, Economica, Paris, 1989, p. 121‑182.